# Tun Mustapha Tower
La Tun Mustapha Tower est un gratte-ciel de 122 m et 31 étages à Kota Kinabalu en Malaisie.